# 아테네 트램

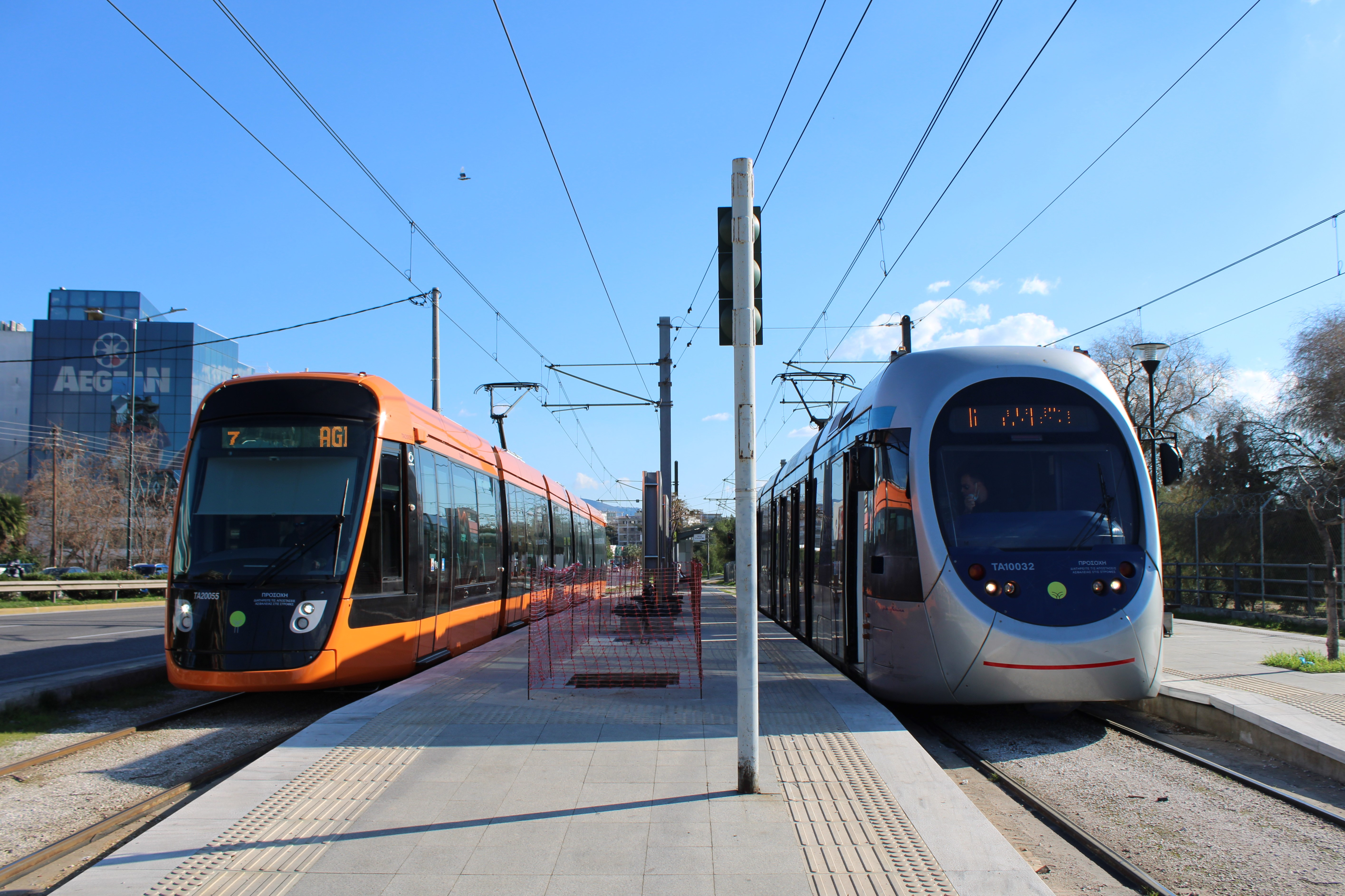
아테네 트램

아테네 트램(그리스어: Τραμ Αθήνας)는 그리스 아테네에서 운영되는 노면전차 시스템이다. STASY가 소유하고 운영한다.